# Кубок Словенії з футболу 1998—1999
Кубок Словенії з футболу 1998–1999 — 8-й розіграш кубкового футбольного турніру в Словенії. Титул вчетверте здобув Марибор.

## Календар
| Раунд       | Дата                       | Матчі | Клуби   |
| ----------- | -------------------------- | ----- | ------- |
| 1/16 фіналу | 5-9 серпня 1998            | 16    | 32 → 16 |
| 1/8 фіналу  | 8-9 вересня 1998           | 8     | 16 → 8  |
| 1/4 фіналу  | 21 жовтня/4 листопада 1998 | 8     | 8 → 4   |
| 1/2 фіналу  | 7/14 квітня 1999           | 4     | 4 → 2   |
| Фінал       | 26 травня/16 червня 1999   | 2     | 2 → 1   |

## 1/16 фіналу
| Команда 1             | Рахунок | Команда 2                |
| --------------------- | ------- | ------------------------ |
| 5 серпня 1998         |         |                          |
| Публікум (Цельє)      | 1:0     | Технік                   |
| Побреж'є              | 0:4     | Примор'є                 |
| Есотех (Шмартно)      | 2:0     | Коротан (Превалє)        |
| Гориця                | 2:3     | Мура                     |
| Рогоза                | 2:4     | Потрошник (Белтинці)     |
| Іжаковці              | 0:6     | Нафта                    |
| Іванчна Гориця        | 0:2     | Триглав                  |
| Ядран (Хрпелє-Козина) | 0:3     | Марибор                  |
| Вевче                 | 0:1     | Олімпія (Любляна)        |
| Колпа                 | 3:4 дч  | Рудар (Веленє)           |
| 8 серпня 1998         |         |                          |
| Алюміній              | 2:0     | Брда                     |
| Белтранс (Вержей)     | 5:3 дч  | Усняр (Шоштань)          |
| 9 серпня 1998         |         |                          |
| Драва (Птуй)          | 0:1     | Палома                   |
| Горичанка             | 3:0     | Дорнава                  |
| Зариця (Крань)        | 1:3     | Горішке Опекарне (Ренче) |
| Табор (Сежана)        | 6:0     | Турнище                  |

## 1/8 фіналу
| Команда 1                | Рахунок | Команда 2            |
| ------------------------ | ------- | -------------------- |
| 8 вересня 1998           |         |                      |
| Табор (Сежана)           | 1:2     | Марибор              |
| Горичанка                | 0:6     | Олімпія (Любляна)    |
| 9 вересня 1998           |         |                      |
| Триглав                  | 1:2     | Рудар (Веленє)       |
| Горішке Опекарне (Ренче) | 1:0     | Публікум (Цельє)     |
| Мура                     | 5:2     | Потрошник (Белтинці) |
| Алюміній                 | 0:2 дч  | Нафта                |
| Есотех (Шмартно)         | 4:2 дч  | Примор'є             |
| Белтранс (Вержей)        | 0:7     | Палома               |

## 1/4 фіналу
| Команда 1                  | Заг. | Команда 2         | 1-й матч | 2-й матч |
| -------------------------- | ---- | ----------------- | -------- | -------- |
| 21 жовтня/4 листопада 1998 |      |                   |          |          |
| Горішке Опекарне (Ренче)   | 1:8  | Олімпія (Любляна) | 1:2      | 0:6      |
| Марибор                    | 3:2  | Рудар (Веленє)    | 1:0      | 2:2      |
| Нафта                      | 1:4  | Мура              | 0:3      | 1:1      |
| Есотех (Шмартно)           | 5:1  | Палома            | 3:0      | 2:1      |

## 1/2 фіналу
| Команда 1         | Заг. | Команда 2        | 1-й матч | 2-й матч |
| ----------------- | ---- | ---------------- | -------- | -------- |
| 7/14 квітня 1999  |      |                  |          |          |
| Марибор           | 5:2  | Мура             | 3:1      | 2:1      |
| Олімпія (Любляна) | 2:1  | Есотех (Шмартно) | 1:1      | 1:0      |

## Фінал
| Команда 1                | Заг. | Команда 2 | 1-й матч | 2-й матч |
| ------------------------ | ---- | --------- | -------- | -------- |
| 26 травня/16 червня 1999 |      |           |          |          |
| Олімпія (Любляна)        | 2:5  | Марибор   | 2:3      | 0:2      |

## Перший матч
| 26 травня 1999 |

| Олімпія (Любляна)                | 2:3      | Марибор                      |
| -------------------------------- | -------- | ---------------------------- |
| Пейкович 47' (пен.) Чаушевич 52' | Протокол | Дюранович 61' Бозго 65', 83' |

| Бежиград, Любляна Глядачів: 1 000 Арбітр: Драго Кос |

## Повторний матч
| 16 червня 1999 |

| Марибор                 | 2:0      | Олімпія (Любляна) |
| ----------------------- | -------- | ----------------- |
| Філіпович 38' Йолич 82' | Протокол |                   |

| Людські врт, Марибор Глядачів: 6 500 Арбітр: Матяж Бохінц |